# Lucenay-lès-Aix
Lucenay-lès-Aix é uma comuna francesa na região administrativa de Borgonha-Franco-Condado, no departamento Nièvre. Estende-se por uma área de 54,24 km². Em 2010 a comuna tinha 999 habitantes (densidade: 18,4 hab./km²).